# Dozymetrysta
Dozymetrysta – fizyk, technik, specjalista z zakresu dozymetrii – jest odpowiedzialny za prawidłowe wykonywanie pomiarów wskaźników zagrożenia promieniowaniem jonizującym. Dokonuje również odczytów dawkomierzy indywidualnych, używanych do kontroli narażenia indywidualnego we własnej lub w innych jednostkach organizacyjnych. Wykonuje wzorcowanie (kalibrację) radiometrów i mierników skażeń. Może również wykonywać pomiary innych wielkości związanych z promieniotwórczością, jak aktywności, aktywności właściwej, energii promieniowania, stężenia substancji promieniotwórczych. 
W wojsku – żołnierz (stanowisko w wojsku) wykonujący pomiary promieniowania jonizującego za pomocą przyrządów dozymetrycznych.
W medycynie dozymetrysta jest członkiem analitycznym zespołu radioterapii onkologicznej, który ściśle współpracuje z radioterapeutami, fizykami medycznymi i onkologami radiologicznymi w ramach oddziału w którym projektuje, generuje i mierzy rozkłady dawki promieniowania i obliczenia dawki, zapewniając jednocześnie nadzór nad procedurami leczenia na wymaganym poziomie zarówno w radioterapii wiązką zewnętrzną, jak i brachyterapii.